# Biblioteca y Museo Presidencial de Jimmy Carter
La Biblioteca y Museo Presidencial de Jimmy Carter en Atlanta, Georgia, contiene los papeles del Presidente de los Estados Unidos entre 1977 y 1981, Jimmy Carter, además de otros materiales respecto al mismo, de su administración como Gobernador de Georgia, de su vida y familia.
La biblioteca también tiene en exhibición objetos especiales tales como una demostración de la Carta de Derechos de los Estados Unidos y del Premio Nobel de la Paz que ganó en 2002. 
La biblioteca y museo son parte de las Bibliotecas Presidenciales de los Estados Unidos de América, dirigidas y administradas por el Archivo Nacional de los Estados Unidos. La biblioteca fue construida en terrenos que habían sido adquiridos por el estado de Georgia para un proyecto de carretera que fue cancelado por Carter cuando él era gobernador. La construcción comenzó el 2 de octubre de 1984 y la biblioteca fue abierta al público en el 62° cumpleaños de Carter, el 1° de octubre de 1986. 
El edificio que contiene la biblioteca y el museo compone 6.480 m², con 1.419 m² de espacio para los objetos expuestos y 1.841 m² de archivo y de espacio de almacenaje. La biblioteca apila 27 millones de páginas de documentos, 500.000 fotos y 40.000 objetos, junto con películas, videos y cintas magnéticas para audio. 
Estas colecciones cubren todas las áreas de la administración de Carter, desde la política extranjera e interna hasta las vidas personales del presidente y de la primera dama Rosalynn Carter.